# Championnats du Ghana de cyclisme sur route
Les championnats du Ghana de cyclisme sur route sont les championnats nationaux de cyclisme sur route organisés par la Fédération cycliste du Ghana.

## Hommes

### Podiums de la course en ligne
| Année | Vainqueur       | Deuxième          | Troisième         |
| ----- | --------------- | ----------------- | ----------------- |
| 2008  | Emmanuel Amoako | Samuel Anim       | Aminou Osouma     |
| 2009  | Samuel Anim     | Francis Tetteh    | Donkor Isaac      |
| 2010  | Nuru Pardie     | Francis Tetteh    | Samuel Anim       |
| 2016  | Emmanuel Sackey | Anthony Boakye    | Abdul Razak Mumin |
| 2022  | Anthony Boakye  | Alexander Allotey |                   |
| 2023  | Michael Naba    | Prince Kudufia    | Emmanuel Sesi     |
| 2024  | Francis Amu     | Emmanuel Sesi     | Frank Akuffo      |

### Podiums du contre-la-montre
| Année | Vainqueur        | Deuxième       | Troisième        |
| ----- | ---------------- | -------------- | ---------------- |
| 2016  | Emmanuel Sackey  |                |                  |
| 2017  | Adul Razak Mumin | Anthony Boakye | Isaac Sackey     |
| 2024  | Princelove Quaye | Victor Cudjoe  | Michael Brownson |

### Podiums de la course en ligne espoirs
| Année | Vainqueur         | Deuxième     | Troisième       |
| ----- | ----------------- | ------------ | --------------- |
| 2022  | Alexander Allotey | Nii Quaye    | Mohammed Ramsey |
| 2024  | Emmanuel Sesi     | Foster Doevi | Prince Maison   |

### Podiums du contre-la-montre espoirs
| Année | Vainqueur        | Deuxième     | Troisième            |
| ----- | ---------------- | ------------ | -------------------- |
| 2024  | Princelove Quaye | Foster Doevi | Julian Selasie Fiase |

### Podiums de la course en ligne juniors
| Année | Vainqueur           | Deuxième      | Troisième    |
| ----- | ------------------- | ------------- | ------------ |
| 2016  | Gabriel Tettey      |               |              |
| 2022  | Philip Ayensu Boafo | Elias Sheriff | Prince Quay  |
| 2023  | Abdul Majeed Sanda  | Elias Sheriff |              |
| 2024  | Shaaban Mohammed    | Sadat Abudu   | Pious Mensah |

### Podiums du contre-la-montre juniors
| Année | Vainqueur        | Deuxième    | Troisième    |
| ----- | ---------------- | ----------- | ------------ |
| 2024  | Shaaban Mohammed | Sadat Abudu | Pious Mensah |

## Femmes

### Podiums de la course en ligne
| Année | Vainqueur   | Deuxième         | Troisième   |
| ----- | ----------- | ---------------- | ----------- |
| 2022  | Erica Sedro |                  |             |
| 2023  | Erica Sedro | Florence Heridoh |             |
| 2024  | Ellen Anim  | Abigail Tetteh   | Erica Sedro |

### Podiums du contre-la-montre
| Année | Vainqueur  | Deuxième    | Troisième      |
| ----- | ---------- | ----------- | -------------- |
| 2024  | Ellen Anim | Erica Sedro | Abigail Tetteh |